# Pseudoschmidtia ligulata
Pseudoschmidtia ligulata är en insektsart som beskrevs av Marius Descamps 1964. Pseudoschmidtia ligulata ingår i släktet Pseudoschmidtia och familjen Euschmidtiidae. Inga underarter finns listade i Catalogue of Life.